# 796 Sarita
Sarita (asteroide 796) é um asteroide da cintura principal com um diâmetro de 44,96 quilómetros, a 1,792699 UA. Possui uma excentricidade de 0,3196474 e um período orbital de 1 562,25 dias (4,28 anos).
Sarita tem uma velocidade orbital média de 18,34873291 km/s e uma inclinação de 19,06357º.
Esse asteroide foi descoberto em 15 de Outubro de 1914 por Karl Reinmuth.